# Палата
Палата је резиденцијални објекат луксузног типа у коме обично живе припадници аристократије, најчешће владарске породице, или дом шефа државе или неког другог високог достојанственика, попут епископа или архиепископа. Реч је изведена из латинског назива palātium, за брдо Палатине у Риму на коме су биле смештене царске резиденције. Већина европских језика има верзију овог израза (palais, palazzo, palacio, итд), и многи га користе за шири спектар зграда него енглески језик. У многим деловима Европе, еквивалентни израз се такође примењује на велике приватне куће у градовима, посебно аристократије; често се израз за велику сеоску кућу разликује. Многе историјске палате сада се користе за друге намене, као што су парламенти, музеји, хотели или пословне зграде. Ова реч се понекад користи и за описивање раскошно украшене зграде која се користи за јавну забаву или изложбе, попут филмске палате.

## Древне палате
Међу ране античке палате спадају асирске палате у Нимруду и Ниниви, минојска палата у Кнососу и персијске палате у Персепољу и Сузи. Палате у источној Азији, као што су царске палате Јапана, Кореје, Вијетнама, Тајланда, Индонезије и велике дрвене конструкције у кинеском Забрањеном граду, састоје се од многих ниских павиљона окружених пространим, ограђеним вртовима, за разлику од палата са једном зградом средњовековне Западне Европе. Палате су такође градила посткласична афричка краљевства попут царства Ашанти. Пре него што су је Британци уништили, Асантехенску палату у данашњој Гани, она је била описана су записима Томаса Едварда Боудича и Винвуда Рида као „огромну зграду од разних подужих дворова и правилних тргова”.

## Историја палата и термин
Реч а палата је из француске речи и латинског имена за назив једног брежуљка на којем је стајао стари Рим где су становали богаташи и неки од римских царева. Касније је палата значила стамбени део града. У средњем веку су племство и владари били настањени у замковима који су били утврђени разним системима утврда како зидинама тако и утврдама али су када је настало доба у којем је била осигурана сигурност на целом подручју настањивали луксузније објекте код којих нису биле тако важна утврђења и обезбеђења као што су биле палате а не више замкови који су били утврђени већ грађевине које су биле опремљеније за становање него за одбрану и које су имале често у свом склопу и опремљени екстеријер са парковским просторима као и фонтанама и водоскоцима и ако су у градовима палате још увек и утврђени објекти. Када је у 19. веку значај племства ослабио, палатама су се називале грађевине које су јавне, као и велики привредни објекти.

## Палате и привреда
Палате су данас велики стамбени комплекси где су становали владари, као палата у Ниниви, Вавилонска палата. Велики владарски објекти су имали и посебан ред у скупљању дажбина, као и њихову евиденцију које се зову привредне палате. У релативно сиромашној средњој Европи у палатним привредама царских дворова се показала неизбежност правилне сеобе.